# Ascaris
Ascaris es un género de nemátodos ascarídidos de la familia Ascarididae. Incluye varias especies de gusanos parásitos, causantes de la ascariasis. Entre ellas se encuentra el Ascaris lumbricoides, que afecta a millones de seres humanos y Ascaris suum que afecta a gran cantidad de cerdos.
Una vez en el intestino, un Ascaris puede llegar a medir entre 20 y 30 centímetros de longitud. Se trasmiten por vía oral-fecal, es decir, a través de la suciedad y por haber tocado algo sucio y haberse llevado posteriormente los dedos a la boca. Dado que los niños lo tocan todo y luego se llevan las manos a la boca, no es de extrañar que tengan más riesgo que los adultos de infectarse con estos parásitos.

## El ciclo deAscaris
El Ascaris adulto vive en el hospedador, la hembra puede llegar a producir cerca de 200.000 huevos diarios particularmente resistentes, los cuales son evacuados al exterior junto con las heces. En ambientes adversos, los huevos pueden pasar por estados de latencia que pueden durar hasta 10 años, sin embargo en condiciones favorables el huevo completa su desarrollo en tres o cuatro semanas. Si un huevo es ingerido (junto con el alimento, tierra, agua o heces), las larvas pasan por diversos órganos como el corazón y pulmones hasta alojarse en el intestino donde el parásito completa su desarrollo hasta la madurez. El Ascaris no necesita de un hospedador intermedio para completar su ciclo de vida.